# 吳郁
吳郁（1440年—？），字文盛，號冰潭，直隸徽州府休寧縣人，民籍，明朝政治人物。

## 生平
成化七年（1471年）辛卯科應天鄉試第九名舉人，八年（1472年）中式壬辰科會試第四名，三甲第八十四名進士。授工部都水司主事，升工部員外郎、郎中，出為雲南布政使司左參議，丁母憂。服闋，以疾卒。

## 著作
著有《冰潭藁》。

## 家族
曾祖吳永仲；祖父吳振圓；父吳彥瑞。